# Luc Robitaille
Luc Jean-Marie Robitaille (Montréal, 17 febbraio 1966) è un ex hockeista su ghiaccio e dirigente sportivo canadese che giocava nel ruolo di ala sinistra.

## Biografia
Con 1154 punti è il secondo miglior marcatore dei Los Angeles Kings, squadra con cui ha giocato quattordici stagioni e di cui è stato capitano per diversi periodi, oltre a detenere diversi record societari; per queste ragioni, la franchigia californiana ha ritirato il suo numero di maglia, il 20. Ha vinto la Stanley Cup 2002 con i Detroit Red Wings e nel 2009, tre anni dopo il suo ritiro, è stato inserito nella Hockey Hall of Fame. Dal maggio 2007 è il presidente delle operazioni aziendali dei Kings.

## Nella cultura di massa
A Robitaille è dedicata la canzone Welcome Home, Luc Robitaille dell'album Ode to Ochrasy del gruppo svedese Mando Diao.